# Döderhultarns ateljé
Döderhultarns ateljé är ett konstnärsmuseum i Oskarshamn.
Huset var i början av 1900-talet känt som före detta sjömannen Charodotes Petterssons hus vid Banan 345, numera Garvaregatan. I övervåningen i huset hade Döderhultarn, Axel Petersson, sitt bostadsrum och samtidigt sin ateljé. Bostaden är inredd och möblerad som då Döderhultarn arbetade och bodde där. Han flyttade dit omkring 1907, och var bosatt där till sin död 1925.
Huset blev kulturminnesmärke 1968. Ateljémuseet sköts av Hembygdsföreningen Oskarshamn–Döderhult och hålls öppet för besök.

## Fotogalleri

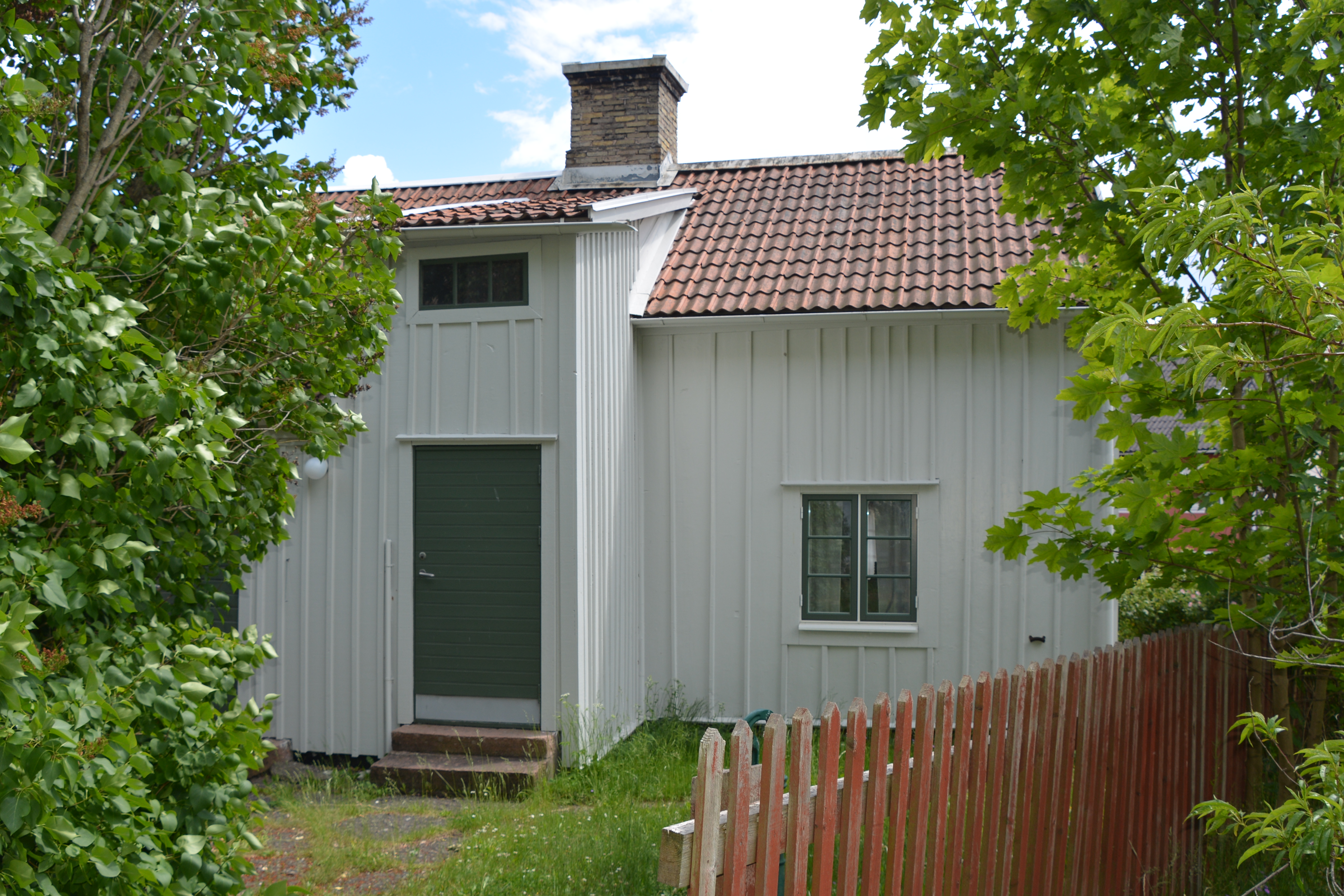
Gårdssidan
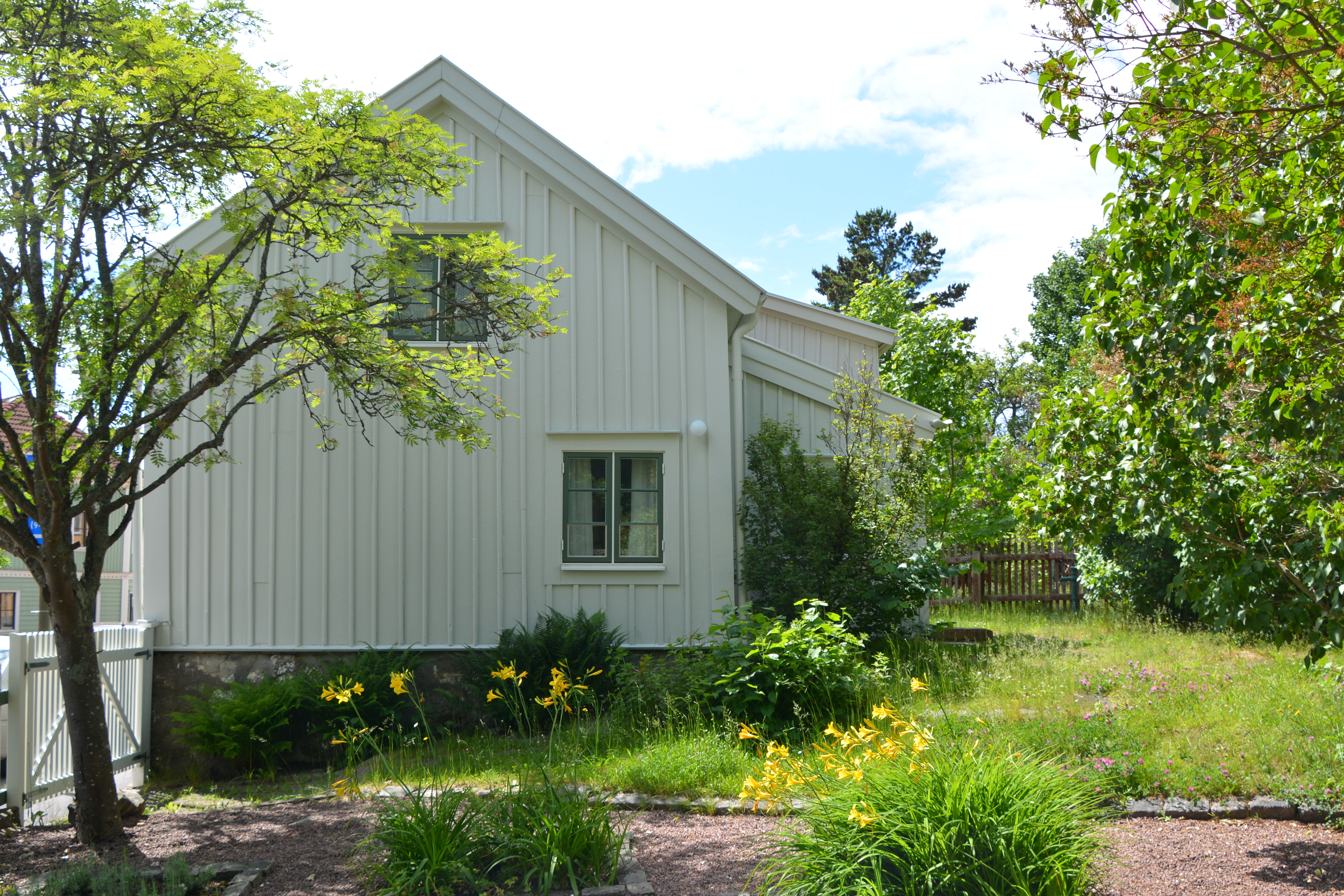
Trädgårdssidan